# Paolo Roberto
Paolo Antonio Roberto (Upplands Väsby, Provincia de Estocolmo, 3 de febrero de 1969), conocido deportivamente como Paolo Roberto, es un ex-boxeador sueco de origen italiano. Zurdo y de 174 cm de altura, habitualmente competía en la categoría de peso superwélter. Fue uno de los pocos boxeadores profesionales suecos desde la prohibición de dicho deporte en el país escandinavo en 1970. En 2002 fue candidato por el partido socialdemócrata para ocupar un escaño en el Riksdag. Tras su retirada del boxeo en 2003 ha trabajado como actor y presentador de televisión en su país natal.

## Biografía

### Carrera pugilística
Paolo Roberto debutó profesionalmente en el boxeo en 1993. Durante su carrera peleó en dos ocasiones por el campeonato del mundo del WBC, perdiendo en ambas. La primera fue en Leganés (España) contra Javier Castillejo (peso superwélter, 10 de septiembre de 1999) y la segunda en Lübeck (Alemania) contra Armand Krajnc (peso wélter, 3 de noviembre de 2001). Su último combate profesional tuvo lugar el 4 de octubre de 2003 contra el rosarino Sebastián Andrés Luján.

### Cine, televisión y vida privada
En 1987 trabajó por primera vez como actor en la película sueca The King of Kungsan (titulada en sueco Stockholmsnatt). Desde entonces ha colaborado en varias películas y series de televisión, a menudo interpretándose a sí mismo. El 31 de diciembre de 2003 se casó con Lena Arrelöv, con quien tiene un hijo nacido en 2004, Enzo Antonio Roberto.
Tras su retirada del boxeo, Paolo Roberto ha protagonizado numerosas apariciones en la televisión sueca. Entre otras muchas, ha participado en la primera edición de la adaptación sueca del formato televisivo Bailando con las estrellas (Let's dance).
Paolo Roberto también aparece en varios capítulos del best seller de Stieg Larsson "La chica que soñaba con una cerilla y un bidón de gasolina", parte de la Trilogía Millennium. En dicha obra, Roberto resulta ser el antiguo entrenador de boxeo de la protagonista Lisbeth Salander. El expúgil se interpretó a sí mismo en la correspondiente adaptación cinematográfica de la obra.

## Combates
| N.º | Resultado | Balance | Rival                   |     | Asalto | Fecha      | Localidad             |
| --- | --------- | ------- | ----------------------- | --- | ------ | ---------- | --------------------- |
| 33  | Derrota   | 28-4-1  | Sebastián Andrés Luján  | KO  | 2      | 4/10/2003  | Mariehamm             |
| 32  | Victoria  | 28-3-1  | Wayne Martell           | KOT | 10     | 2/2/2003   | Helsinki              |
| 31  | Victoria  | 27-3-1  | Raúl Eduardo Bejarano   | PTS | 12     | 16/11/2002 | Helsinki              |
| 30  | Victoria  | 26-3-1  | David Sarraille         | KOT | 2      | 30/8/2002  | Odense                |
| 29  | Victoria  | 25-3-1  | Gyorgy Bugyik           | KOT | 2      | 6/6/2002   | Gubbio                |
| 28  | Victoria  | 24-3-1  | Ron Pasek               | KO  | 3      | 6/4/2002   | Copenhague            |
| 27  | Derrota   | 23-3-1  | Armand Krajnc           | PTS | 12     | 13/11/2001 | Luebeck               |
| 26  | Victoria  | 23-2-1  | Luiz Augusto dos Santos | PTS | 8      | 6/6/2001   | Budapest              |
| 25  | Victoria  | 22-2-1  | Edwin Murillo           | KO  | 1      | 10/10/2000 | Berlín                |
| 24  | Victoria  | 21-2-1  | Anthony Ivory           | PTS | 8      | 28/8/2000  | Budapest              |
| 23  | Victoria  | 20-2-1  | Henry Hughes            | KOT | 2      | 4/6/2000   | Hannover              |
| 22  | Derrota   | 19-2-1  | Javier Castillejo       | KOT | 7      | 19/11/1999 | Madrid                |
| 21  | Victoria  | 19-1-1  | Stefan Dimitrov         | KOT | 6      | 14/4/1999  | Madrid                |
| 20  | Victoria  | 18-1-1  | Jesús Mayorga           | PTS | 8      | 13/2/1999  | Las Vegas             |
| 19  | Victoria  | 17-1-1  | David Baptiste          | KOT | 6      | 19/12/1998 | Liverpool             |
| 18  | Victoria  | 16-1-1  | Djemal Mehmedov         | KOT | 4      | 29/11/1998 | York                  |
| 17  | Victoria  | 15-1-1  | Armando Briganti        | PTS | 8      | 29/5/1998  | Pésaro                |
| 16  | Victoria  | 14-1-1  | Darryl Ruffin           | PTS | 8      | 28/2/1998  | Nueva Jérsey          |
| 15  | Victoria  | 13-1-1  | Darren Covill           | PTS | 6      | 31/1/1998  | Londres               |
| 14  | Victoria  | 12-1-1  | Viktor Fesechko         | PTS | 8      | 14/10/1997 | Londres               |
| 13  | Victoria  | 11-1-1  | Danny Quacoe            | PTS | 8      | 9/8/1997   | San Gennaro Vesuviano |
| 12  | Victoria  | 10-1-1  | Steve Goodwin           | PTS | 6      | 5/7/1997   | Glasgow               |
| 11  | Victoria  | 9-1-1   | Paul King               | PTS | 6      | 24/1/1997  | Copenhague            |
| 10  | Victoria  | 8-1-1   | Habib Ben Salah         | KOT | 5      | 19/11/1996 | Le Caire              |
| 9   | Victoria  | 7-1-1   | Josef Presinsky         | PTS | 6      | 16/6/1996  | Brandeburgo           |
| 8   | Victoria  | 6-1-1   | Carl Winstone           | PTS | 4      | 29/11/1995 | Londres               |
| 7   | Victoria  | 5-1-1   | Ernie Loveridge         | PTS | 4      | 21/9/1995  | Londres               |
| 6   | Derrota   | 4-1-1   | Dusty Miller            | KOT | 2      | 27/4/1995  | Londres               |
| 5   | Nulo      | 4-0-1   | John Duckworth          | PTS | 6      | 7/11/1994  | Londres               |
| 4   | Victoria  | 4-0     | Roy Dehara              | KO  | 1      | 29/9/1994  | Londres               |
| 3   | Victoria  | 3-0     | John Hughes             | KOT | 1      | 2/6/1994   | Londres               |
| 2   | Victoria  | 2-0     | Zoltan Dano             | PTS | 4      | 27/2/1994  | Budapest              |
| 1   | Victoria  | 1-0     | Laszlo Molnar           | KOT | 2      | 18/12/1993 | Turku                 |